# Bahrain International 2024 I
Die Bahrain International 2024 I im Badminton fanden vom 12. bis zum 17. November 2024 in Manama statt. 2024 wurde von der in den Vorjahren immer nachfolgend ausgetragenen zweiten internationalen Turnierserie des Landes der Challenge-Status nicht erreicht, sodass es in diesem Jahr zwei International-Series-Turniere (mit dem Zusatz I und II) in Bahrain gab.

## Die Sieger und Platzierten
| Disziplin    | Gold                             | Silber                             | Bronze                                |
| ------------ | -------------------------------- | ---------------------------------- | ------------------------------------- |
| Herreneinzel | Kavin Thangam Kavin              | Jewel Angelo Albo                  | Ali Hayati                            |
| Herreneinzel | Kavin Thangam Kavin              | Jewel Angelo Albo                  | Vishal Vasudevan                      |
| Dameneinzel  | Prakriti Bharath                 | Ranithma Liyanage                  | De Guzman Mikaela Joy                 |
| Dameneinzel  | Prakriti Bharath                 | Ranithma Liyanage                  | Prerana N. Shet                       |
| Herrendoppel | Solomon Padiz Julius Villabrille | Christian Bernardo Alvin Morada    | Iikka Heino Robin Jäntti              |
| Herrendoppel | Solomon Padiz Julius Villabrille | Christian Bernardo Alvin Morada    | Vimalraj Annadurai Mauryan Kathiravan |
| Damendoppel  | Annanya Pravin Prerana N. Shet   | Mysha Omer Khan Taabia Khan        | Isuri Attanayake Sithumi De Silva     |
| Damendoppel  | Annanya Pravin Prerana N. Shet   | Mysha Omer Khan Taabia Khan        | Fatima Ehsan Hasan Alhanoof Mohamed   |
| Mixed        | Evgeni Panev Gabriela Stoeva     | Aakash Ravikumar Sakshi Kurbkhelgi | Nasser Alnakkas Noor Fardeen Hasan    |
| Mixed        | Evgeni Panev Gabriela Stoeva     | Aakash Ravikumar Sakshi Kurbkhelgi | Muhammad Firmansyah Lizbeth Elsa Binu |